# Banquet étrusque

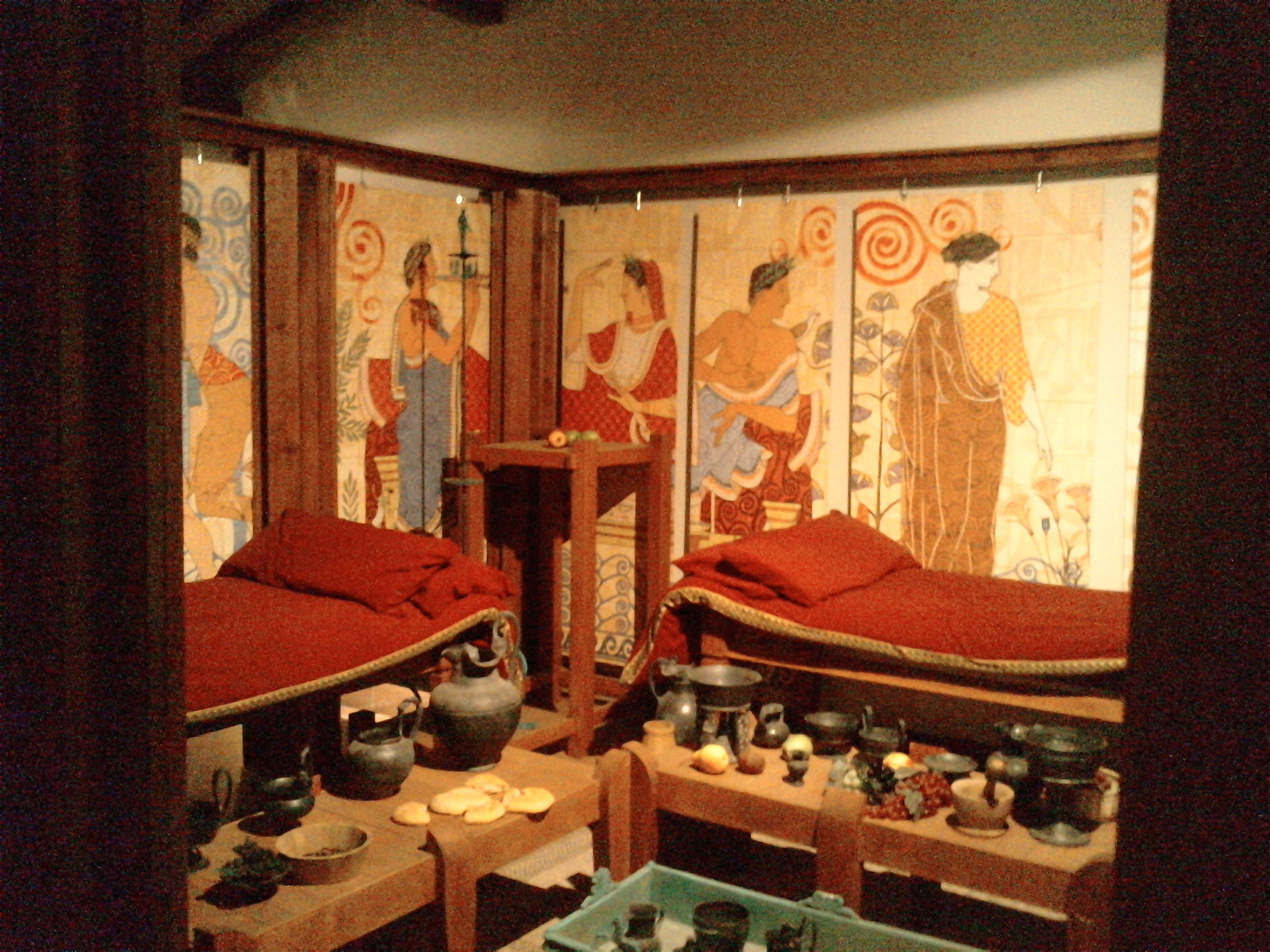
Reconstitution d'un symposium étrusque au musée de Chianciano Terme.

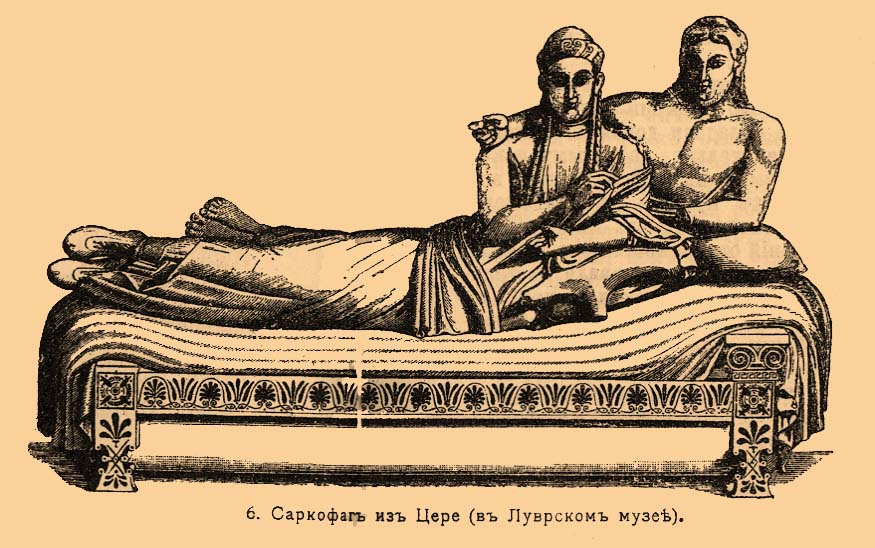
Gravure du Dictionnaire encyclopédique Brockhaus et Efron.

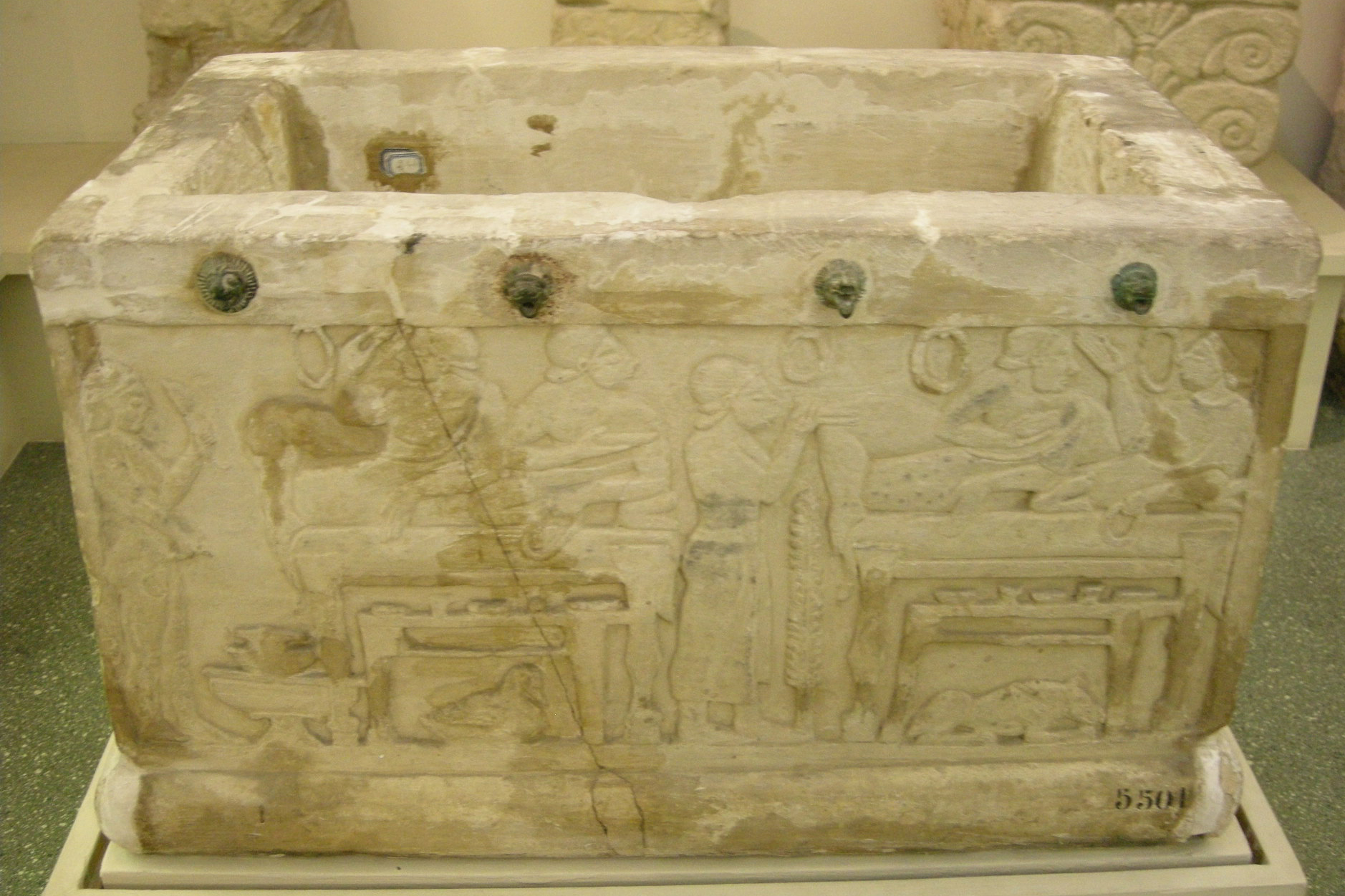
Scène du banquet sur un coffre de sarcophage de Chiusi.

Le banquet étrusque est un thème récurrent de l'iconographie de l'art étrusque funéraire en plus d'être un fait de leur vie quotidienne.

## Signification
Cette scène issue du symposion représente un moment de la vie quotidienne chez les Étrusques, où l'on voit les protagonistes du repas de la gens se côtoyer allongés sur leur klinai, seuls ou accompagnés de leurs femmes (Sarcophage des Époux).
Les Grecs (rapportés par les auteurs latins) y voient plusieurs des signes de la « truphè étrusque », leur décadence due à leur prétendue oisiveté et opulence (profil de « l'Obeso »). Ils y voient des mœurs dépravés (chez les Grecs anciens les femmes qui accompagnent les dîneurs ne peuvent être que des prostituées ou des courtisanes).
Les seules traces directes et formelles de la civilisation étrusque qui nous sont parvenus  étant les seuls objets funéraires, cette représentation est souvent celle destinée au défunt pour l'accompagner dans son voyage vers l'au-delà. On la  retrouve sur le mobilier funéraire (poteries, bas-reliefs...) et surtout, fait unique dans le monde antique, sur les couvercles figurés de leurs sarcophages en pierre ou en terracotta (matériau proche de la technique de la terre cuite), et ceux de leurs urnes cinéraires en marbre ou en albâtre (musée Guarnacci de Volterra).
Dans le cas de la représentation funéraire du mort héroïsé, plusieurs significations se dégagent  :
- Souvenir de la vie réelle (mémoire), ainsi le Sarcophage dell'Obeso exprime la dignité de magnate et la richesse, l'opulence du défunt avant sa mort
- Image de la vie surnaturelle (« banquet de l'éternité »),
- Reproduction  du repas donné par les vivants à date fixe au souvenir du vivant (commémoration),
- Repas offert aux divinités (ex-voto)

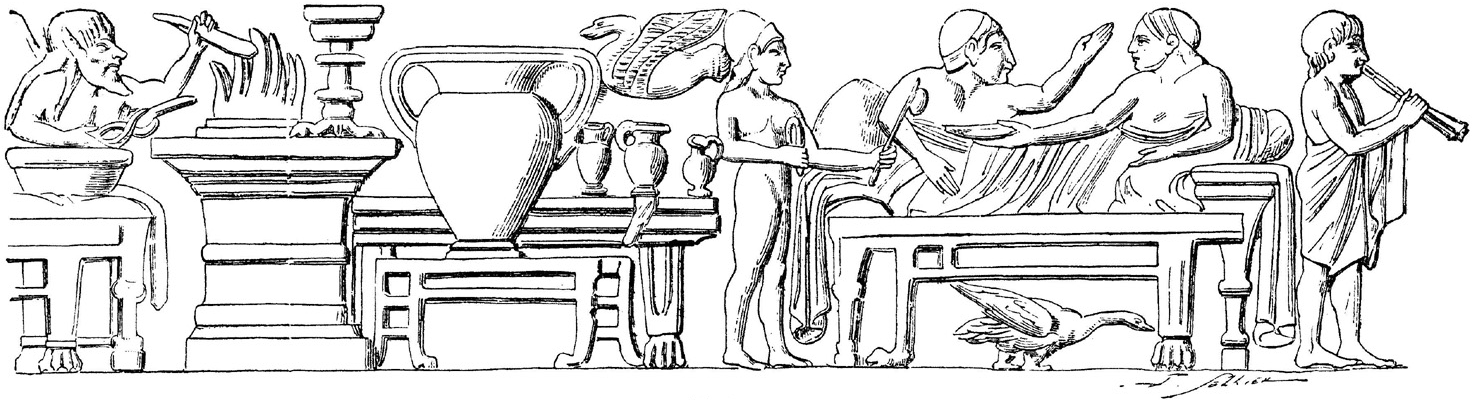
Relevé de fresque à Chiusi.

## Couvercles des sarcophages

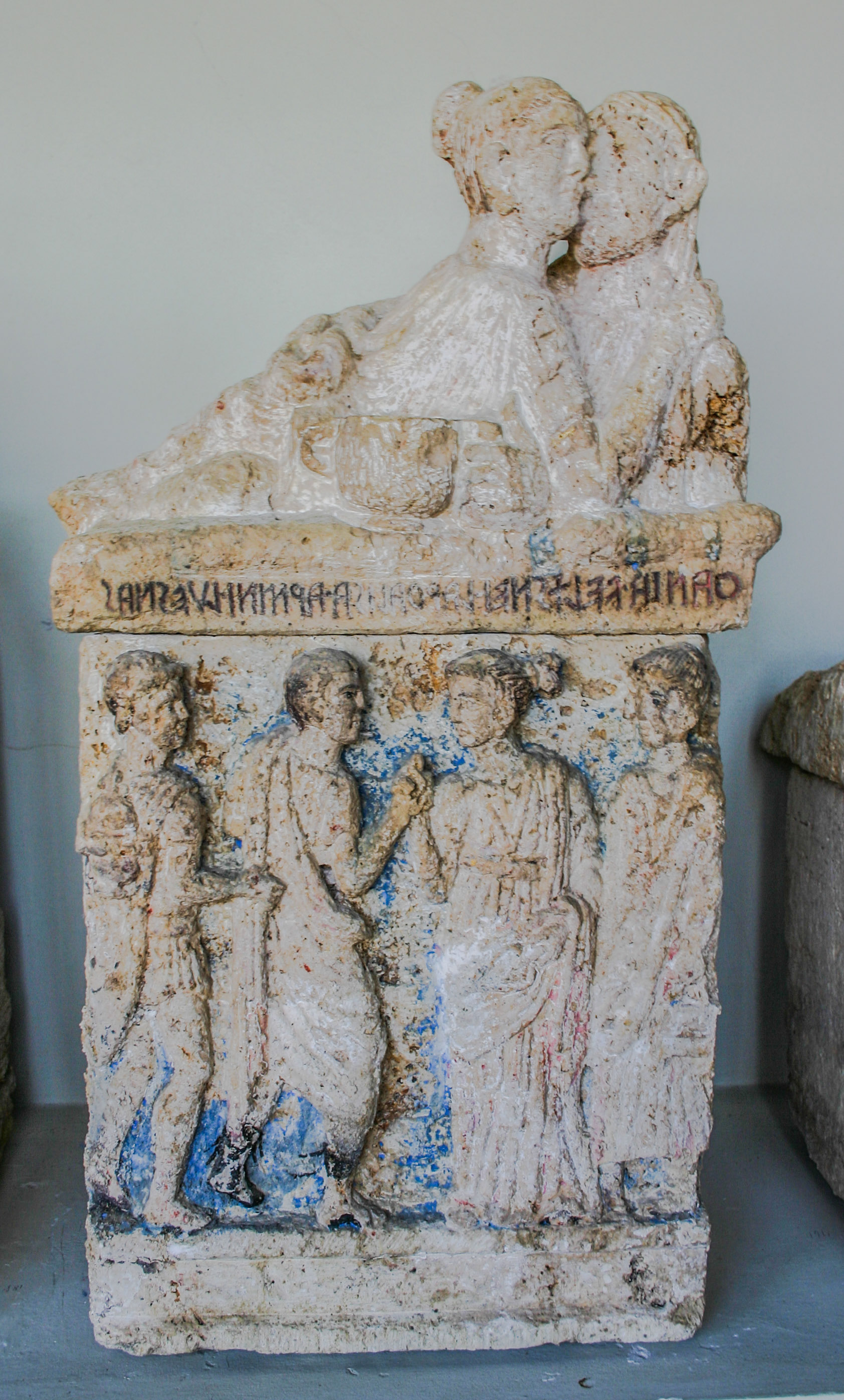
Disproportion du corps dans la représentation (Pérouse).

Sur les couvercles de sarcophages figurés la pose est intime et limité à un ou deux des défunts :
Le défunt, ou la défunte, adopte la pose semisdraiata (allongé, appuyé sur un coude, la main tenant une coupe de libation).  Les couples sont plus ou moins enlacés. La disproportion voulue des différentes parties des corps  exprime le besoin plus symbolique que réaliste de la représentation.
Les musées italiens consacrés aux vestiges étrusques comptent un nombre important de ces représentations :
- 600 urnes cinéraires en marbre ou albâtre du Musée Guarnacci de Volterra
- Les sarcophages du musée archéologique national de Tarquinia en nenfro, en terracotta, peinte ou non.
- les sarcophages historiés et figurés du Musée national d'Archéologie de l'Ombrie à Pérouse,
- Les sarcophages des Époux de Rome (villa Giulia), Paris (Musée du Louvre), de Volterra.
- Une pose plus distante dans le sarcophage du site de la nécropole de La Pedata de Chianciano Terme.

|  |  |
|  |  |

## Fresques des tombes

Fresque du banquet de la Tombe des Léopards de Monterozzi, transférée à Tarquinia

Moins intimes, les scènes du banquet des fresques des tombes comportent plus d'indications sur la vie des Étrusques puisqu'ils festoient à plusieurs dans le principe du triclinium, entouré de familiers, de serviteurs, et le repas est égayé par des danseurs et des musiciens.
- parmi  les 200 tombes peintes de la Nécropole de Monterozzi

## Poteries
Les poteries permettent également de découvrir certaines pratiques pendant le banquet : comme le jeu du kottabos pendant la consommation de vin.

## Bas-reliefs
Certains rares bas-reliefs de sarcophage représente le banquet ainsi qu'un plaque de revêtement  en terracotta de Murlo du site de Poggio Civitate.

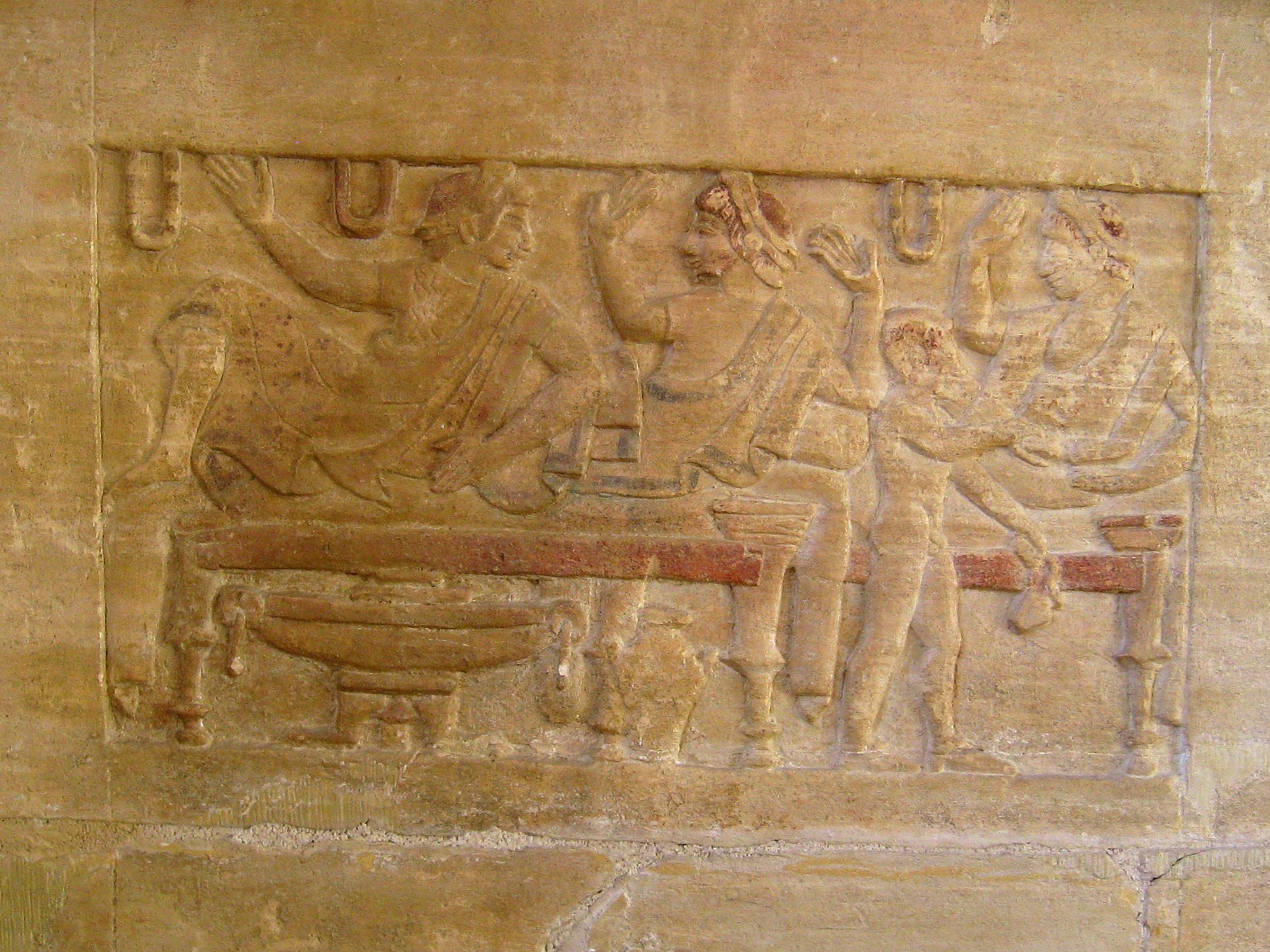
Bas-relief du musée de Pérouse.
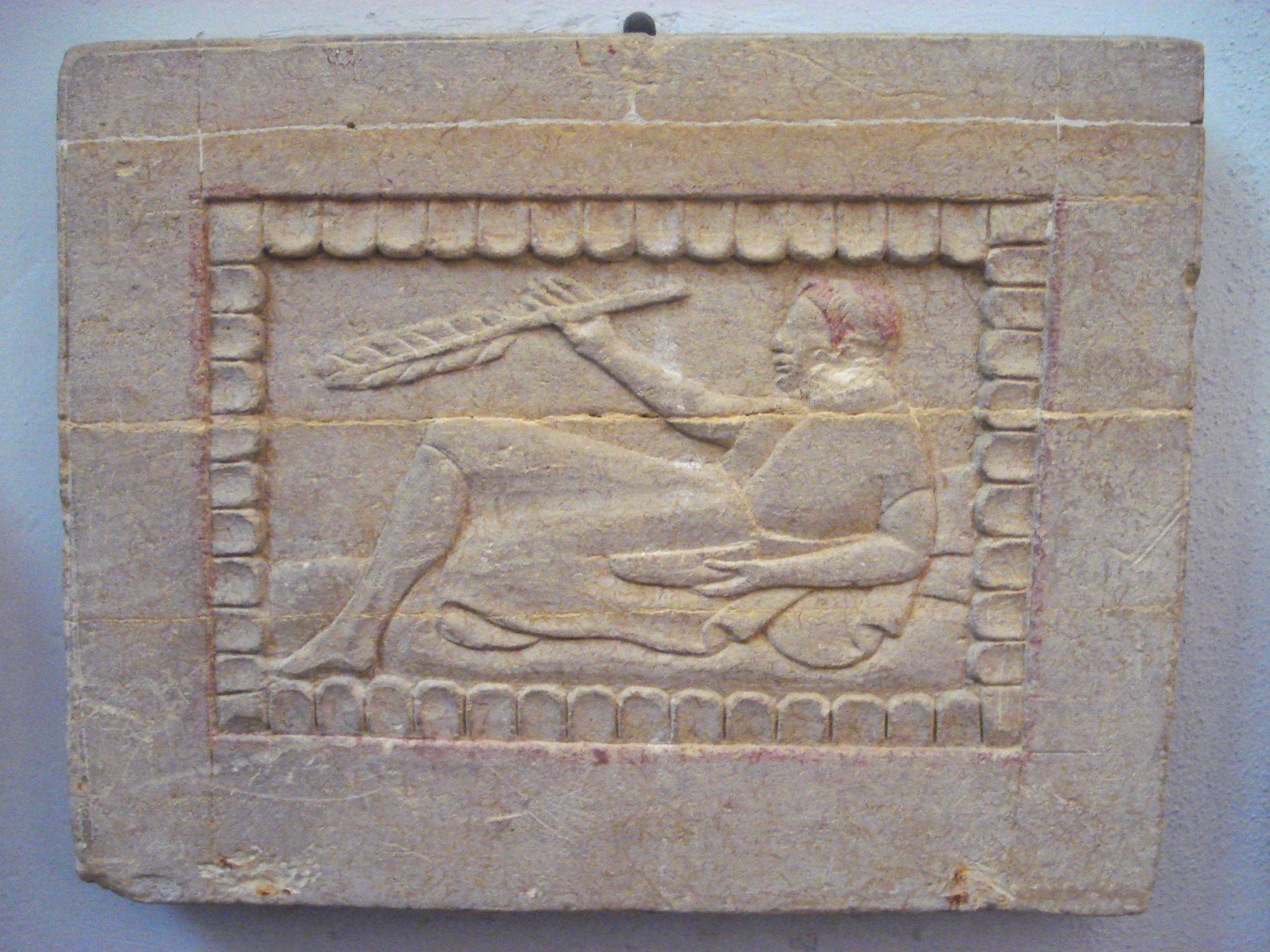
Bas-relief du musée de Palerme.

## Exemplarité de cette référence

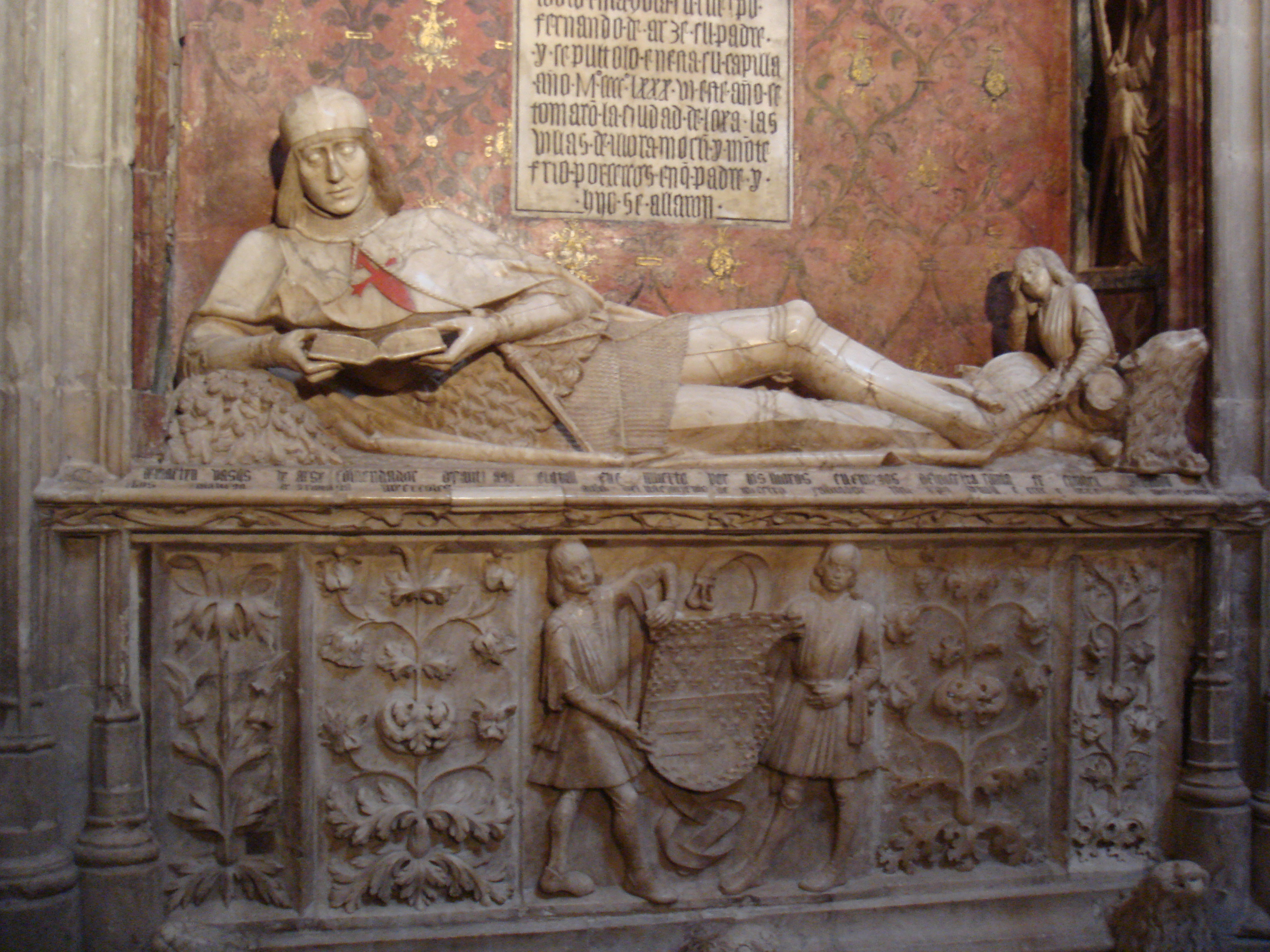
Tombeau de Martín Vázquez de Arce à Sigüenza.

La pose du banquet étrusque a inspiré plusieurs autres œuvres funéraires dans l'histoire moderne (tombeau de Martín Vázquez de Arce en 1488, le sarcophage figuré d'Angelo Marzi de Médicis par Francesco da Sangallo à Florence ...)